# Кендро (дем Гревена)
Кендро, още Венци, Венче (на гръцки: Κέντρο, катаревуса: Κέντρον, Кендрон, до 1927 година: Βέντσια, Венция), е село в Република Гърция, в дем Гревена, област Западна Македония.

## География
Селището е разположено на 650 m надморска височина на 30-ина km югоизточно от град Гревена. Източно от селото има запазен каменен мост от началото на XIX век.

## История
Около селото има останки от неолитната епоха, късната бронзова епоха, както и погребални съоръжения от римската епоха. В 1976 година те са обявени за паметник на културата.

### В Османската империя
В края на XIX век Венци е център на едноименната нахия Венци на Кожанската каза на Османската империя. Край селото се провежда прочутият Венци пазар, един от най-големите в Югозападна Македония. Тогава Венци е предимно мюсюлманско гръкоезично село. Според статистиката на Васил Кънчов през 1900 година във Вѣнци (Вѣнче) живеят 150 валахади (гръкоезични мюсюлмани) и 207 гърци християни. В специална бележка се отбелязва наличието и на „малко власи погърчени“.
На Етнографската карта на Битолския вилает на Картографския институт в София от 1901 година Микрос Венча е чисто гръцко село в Кожанската каза на Серфидженския санджак с 28 къщи, а Големо Венча и Венча са смесени гръцко-турски села в Кожанската каза на Серфидженския санджак с 52 и 45 къщи съответно.
По данни на секретаря на Българската екзархия Димитър Мишев („La Macédoine et sa Population Chrétienne“) в 1905 година във Венци (Ventzi) има 205 гърци.
Според статистика на Серфидженския санджак на гръцкото консулство в Еласона от 1904 година във Венция (Βέντσια), Гревенска каза, живеят 300 валахади.
Гръцка атинска статистика от 1910 година показва Венция (Βέντσια) като село със 170 мюсюлмани.

### В Гърция
През Балканската война в 1912 година в селото влизат гръцки части и след Междусъюзническата в 1913 година селото влиза в състава на Кралство Гърция.
Според сведения от 1920 година Венци е изцяло мюсюлманско валахадско селище с 29 фамилии и 260 жители.
В 1924 година по силата на Лозанския договор мюсюлманското населението е изселено в Турция и на негово място са заселени 39 семества или 131 души гърци бежанци от Турция. В 1928 година селището е представено като изцяло бежанско с 39 семейства или 122 жители.
През 1927 година името на селото е сменено на Кендро, в превод център.
Землището на селото е много плодородно.
| Име        | Име         | Ново име  | Ново име    | Описание                  |
| ---------- | ----------- | --------- | ----------- | ------------------------- |
| Сагир тепе | Σαγκρί Τεπέ | Куфу Рахи | Κουφού Ράχη | връх Ю от Кендро          |
| Казания    | Καζάνια     | Киломата  | Κοιλώματα   | връх (639 m) СЗ от Кендро |

| Година    | 1913 | 1920 | 1928 | 1940 | 1951 | 1961 | 1971 | 1981 | 1991 | 2001 | 2011 | 2021 |
| --------- | ---- | ---- | ---- | ---- | ---- | ---- | ---- | ---- | ---- | ---- | ---- | ---- |
| Население | 254  | 261  | 131  | 204  | 156  | 198  | 163  | 136  | 107  | 114  | 102  | 68   |

## Личности
Родени в Кендро
- Емануил Хадзисимеонидис, кмет на Костур